# Eien Pressure
„Eien Pressure” (jap. 永遠プレッシャー Eien Puresshā) – dwudziesty dziewiąty singel japońskiego zespołu AKB48, wydany w Japonii 5 grudnia 2012 roku przez You! Be Cool.
Singel został wydany w pięciu edycjach: czterech regularnych (Type A, Type B, Type C, Type D) oraz „teatralnej” (CD). Osiągnął 1 pozycję w rankingu Oricon i pozostał na liście przez 31 tygodni, sprzedał się w nakładzie 1 206 869 egzemplarzy. Singel zdobył status płyty Milion.

## Lista utworów
Wszystkie utwory zostały napisane przez Yasushiego Akimoto.

### Type A
| CD  | | | |      |
| Nr  | Tytuł | Kompozycja | Aranżacja | Czas |
| 1.  | „Eien Pressure” (jap. 永遠プレッシャー)                                                                          | Manabu Marutani                                                                                                  | Makoto Wakatabe                                                                                                  | 4:53 |
| 2.  | „Totteoki Christmas” (jap. とっておきクリスマス)                                                                 | Kazunori Watanabe                                                                                                | Kazunori Watanabe                                                                                                | 5:11 |
| 3.  | „Tsuyogari tokei” (jap. 強がり時計) (wyk. SKE48)                                                                 | Kōji Gotō | Kōji Gotō | 4:52 |
| 4.  | „Eien Pressure” (jap. 永遠プレッシャー) (off vocal version)                                                      | Manabu Marutani                                                                                                  | Makoto Wakatabe                                                                                                  | 4:53 |
| 5.  | „Totteoki Christmas” (jap. とっておきクリスマス) (off vocal version)                                             | Kazunori Watanabe                                                                                                | Kazunori Watanabe                                                                                                | 5:11 |
| 6.  | „Tsuyogari tokei” (jap. 強がり時計) (off vocal version)                                                          | Kōji Gotō | Kōji Gotō | 4:52 |
| DVD | | | |      |
| Nr  | Tytuł | Tytuł | Tytuł | Czas |
| 1.  | „Eien Pressure” (jap. 永遠プレッシャー) (Music Video)                                                            | „Eien Pressure” (jap. 永遠プレッシャー) (Music Video)                                                            | „Eien Pressure” (jap. 永遠プレッシャー) (Music Video)                                                            |      |
| 2.  | „Totteoki Christmas” (jap. とっておきクリスマス) (Music Video)                                                   | „Totteoki Christmas” (jap. とっておきクリスマス) (Music Video)                                                   | „Totteoki Christmas” (jap. とっておきクリスマス) (Music Video)                                                   |      |
| 3.  | „Tsuyogari tokei” (jap. 強がり時計) (Music Video)                                                                | „Tsuyogari tokei” (jap. 強がり時計) (Music Video)                                                                | „Tsuyogari tokei” (jap. 強がり時計) (Music Video)                                                                |      |
| 4.  | „Team B oshi” (jap. チームＢ推) (Music Video Request 2012/1 Music Place MV)                                      | „Team B oshi” (jap. チームＢ推) (Music Video Request 2012/1 Music Place MV)                                      | „Team B oshi” (jap. チームＢ推) (Music Video Request 2012/1 Music Place MV)                                      |      |
| 5.  | „29th Single senbatsu janken taikai Document (zenpen)” (jap. 29thシングル選抜じゃんけん大会ドキュメント（前編）) | „29th Single senbatsu janken taikai Document (zenpen)” (jap. 29thシングル選抜じゃんけん大会ドキュメント（前編）) | „29th Single senbatsu janken taikai Document (zenpen)” (jap. 29thシングル選抜じゃんけん大会ドキュメント（前編）) |      |

### Type B
| CD  | | | |      |
| Nr  | Tytuł | Kompozycja | Aranżacja | Czas |
| 1.  | „Eien Pressure” (jap. 永遠プレッシャー)                                                                          | Manabu Marutani                                                                                                  | Makoto Wakatabe                                                                                                  | 4:53 |
| 2.  | „Totteoki Christmas” (jap. とっておきクリスマス)                                                                 | Kazunori Watanabe                                                                                                | Kazunori Watanabe                                                                                                | 5:11 |
| 3.  | „HA!” (wyk. NMB48)                                                                                               | Akihito Tanaka                                                                                                   | Seiji Mutō | 4:13 |
| 4.  | „Eien Pressure” (jap. 永遠プレッシャー) (off vocal version)                                                      | Manabu Marutani                                                                                                  | Makoto Wakatabe                                                                                                  | 4:53 |
| 5.  | „Totteoki Christmas” (jap. とっておきクリスマス) (off vocal version)                                             | Kazunori Watanabe                                                                                                | Kazunori Watanabe                                                                                                | 5:11 |
| 6.  | „HA!” (off vocal version)                                                                                        | Akihito Tanaka                                                                                                   | Seiji Mutō | 4:13 |
| DVD | | | |      |
| Nr  | Tytuł | Tytuł | Tytuł | Czas |
| 1.  | „Eien Pressure” (jap. 永遠プレッシャー) (Music Video)                                                            | „Eien Pressure” (jap. 永遠プレッシャー) (Music Video)                                                            | „Eien Pressure” (jap. 永遠プレッシャー) (Music Video)                                                            |      |
| 2.  | „Totteoki Christmas” (jap. とっておきクリスマス) (Music Video)                                                   | „Totteoki Christmas” (jap. とっておきクリスマス) (Music Video)                                                   | „Totteoki Christmas” (jap. とっておきクリスマス) (Music Video)                                                   |      |
| 3.  | „HA!” (Music Video)                                                                                              | „HA!” (Music Video)                                                                                              | „HA!” (Music Video)                                                                                              |      |
| 4.  | „First Rabbit” (jap. ファーストラビッ) (Music Video Request 2012/2 Music Place MV)                               | „First Rabbit” (jap. ファーストラビッ) (Music Video Request 2012/2 Music Place MV)                               | „First Rabbit” (jap. ファーストラビッ) (Music Video Request 2012/2 Music Place MV)                               |      |
| 5.  | „29th Single senbatsu janken taikai Document (chūhen)” (jap. 29thシングル選抜じゃんけん大会ドキュメント（中編）) | „29th Single senbatsu janken taikai Document (chūhen)” (jap. 29thシングル選抜じゃんけん大会ドキュメント（中編）) | „29th Single senbatsu janken taikai Document (chūhen)” (jap. 29thシングル選抜じゃんけん大会ドキュメント（中編）) |      |

### Type C
| CD  | | | |      |
| Nr  | Tytuł | Kompozycja | Aranżacja | Czas |
| 1.  | „Eien Pressure” (jap. 永遠プレッシャー)                                                                                               | Manabu Marutani | Makoto Wakatabe | 4:53 |
| 2.  | „Totteoki Christmas” (jap. とっておきクリスマス)                                                                                      | Kazunori Watanabe | Kazunori Watanabe | 5:11 |
| 3.  | „Hatsukoi Butterfly” (jap. 初恋バタフライ) (wyk. HKT48)                                                                               | Katsuhiko Sugiyama | Ikuta Machine | 3:49 |
| 4.  | „Eien Pressure” (jap. 永遠プレッシャー) (off vocal ver.)                                                                              | Manabu Marutani | Makoto Wakatabe | 4:53 |
| 5.  | „Totteoki Christmas” (jap. とっておきクリスマス) (off vocal ver.)                                                                     | Kazunori Watanabe | Kazunori Watanabe | 5:11 |
| 6.  | „Hatsukoi Butterfly” (jap. 初恋バタフライ) (off vocal ver.)                                                                           | Katsuhiko Sugiyama | Ikuta Machine | 3:49 |
| DVD | | | |      |
| Nr  | Tytuł | Tytuł | Tytuł | Czas |
| 1.  | „Eien Pressure” (jap. 永遠プレッシャー) (Music Video)                                                                                 | „Eien Pressure” (jap. 永遠プレッシャー) (Music Video)                                                                                 | „Eien Pressure” (jap. 永遠プレッシャー) (Music Video)                                                                                 |      |
| 2.  | „Totteoki Christmas” (jap. とっておきクリスマス) (Music Video)                                                                        | „Totteoki Christmas” (jap. とっておきクリスマス) (Music Video)                                                                        | „Totteoki Christmas” (jap. とっておきクリスマス) (Music Video)                                                                        |      |
| 3.  | „Hatsukoi Butterfly” (jap. 初恋バタフライ) (Music Video)                                                                              | „Hatsukoi Butterfly” (jap. 初恋バタフライ) (Music Video)                                                                              | „Hatsukoi Butterfly” (jap. 初恋バタフライ) (Music Video)                                                                              |      |
| 4.  | „Sakura no hanabiratachi ~Maeda Atsuko solo ver.~” (jap. 桜の花びら～前田敦子solo ver.～) (Music Video Request 2012/3 Music Place MV) | „Sakura no hanabiratachi ~Maeda Atsuko solo ver.~” (jap. 桜の花びら～前田敦子solo ver.～) (Music Video Request 2012/3 Music Place MV) | „Sakura no hanabiratachi ~Maeda Atsuko solo ver.~” (jap. 桜の花びら～前田敦子solo ver.～) (Music Video Request 2012/3 Music Place MV) |      |
| 5.  | „29th Single senbatsu janken taikai Document (kōhen)” (jap. 29thシングル選抜じゃんけん大会ドキュメント（後編）)                       | „29th Single senbatsu janken taikai Document (kōhen)” (jap. 29thシングル選抜じゃんけん大会ドキュメント（後編）)                       | „29th Single senbatsu janken taikai Document (kōhen)” (jap. 29thシングル選抜じゃんけん大会ドキュメント（後編）)                       |      |

### Type D
| CD  |                                                                      |                                                                   |                                                                   |      |
| Nr  | Tytuł                                                                | Kompozycja                                                        | Aranżacja                                                         | Czas |
| 1.  | „Eien Pressure” (jap. 永遠プレッシャー)                              | Manabu Marutani                                                   | Makoto Wakatabe                                                   | 4:53 |
| 2.  | „Totteoki Christmas” (jap. とっておきクリスマス)                     | Kazunori Watanabe                                                 | Kazunori Watanabe                                                 | 5:11 |
| 3.  | „Eien yori tsuzuku yō ni” (jap. 永遠より続くように) (wyk. OKL48)     | Hisaya Okada                                                      | Yūichi "Masa" Nonaka                                              | 4:00 |
| 4.  | „Eien Pressure” (jap. 永遠プレッシャー) (off vocal ver.)             | Manabu Marutani                                                   | Makoto Wakatabe                                                   | 4:53 |
| 5.  | „Totteoki Christmas” (jap. とっておきクリスマス) (off vocal ver.)    | Kazunori Watanabe                                                 | Kazunori Watanabe                                                 | 5:11 |
| 6.  | „Eien yori tsuzuku yō ni” (jap. 永遠より続くように) (off vocal ver.) | Hisaya Okada                                                      | Yūichi "Masa" Nonaka                                              | 4:00 |
| DVD |                                                                      |                                                                   |                                                                   |      |
| Nr  | Tytuł                                                                | Tytuł                                                             | Tytuł                                                             | Czas |
| 1.  | „Eien Pressure” (jap. 永遠プレッシャー) (Music Video)                | „Eien Pressure” (jap. 永遠プレッシャー) (Music Video)             | „Eien Pressure” (jap. 永遠プレッシャー) (Music Video)             |      |
| 2.  | „Totteoki Christmas” (jap. とっておきクリスマス) (Music Video)       | „Totteoki Christmas” (jap. とっておきクリスマス) (Music Video)    | „Totteoki Christmas” (jap. とっておきクリスマス) (Music Video)    |      |
| 3.  | „Eien yori tsuzuku yō ni” (jap. 永遠より続くように) (Music Video)    | „Eien yori tsuzuku yō ni” (jap. 永遠より続くように) (Music Video) | „Eien yori tsuzuku yō ni” (jap. 永遠より続くように) (Music Video) |      |

### Wer. teatralna
| CD |                                                                      |                   |                      |      |
| Nr | Tytuł                                                                | Kompozycja        | Aranżacja            | Czas |
| 1. | „Eien Pressure” (jap. 永遠プレッシャー)                              | Manabu Marutani   | Makoto Wakatabe      | 4:53 |
| 2. | „Totteoki Christmas” (jap. とっておきクリスマス)                     | Kazunori Watanabe | Kazunori Watanabe    | 5:11 |
| 3. | „Watashitachi no Reason” (jap. 私たちのReason)                       | Shunryū           | Yūichi "Masa" Nonaka | 4:35 |
| 4. | „Eien Pressure” (jap. 永遠プレッシャー) (off vocal version)          | Manabu Marutani   | Makoto Wakatabe      | 4:53 |
| 5. | „Totteoki Christmas” (jap. とっておきクリスマス) (off vocal version) | Kazunori Watanabe | Kazunori Watanabe    | 5:11 |
| 6. | „Watashitachi no Reason” (jap. 私たちのReason) (off vocal version)   | Shunryū           | Yūichi "Masa" Nonaka | 4:35 |

## Skład zespołu
| „Eien Pressure” |
| --- |
| Członkinie zostały wybrane w przez AKB48 29th Single Senbatsu Janken Taikai (jap. AKB48 29thシングル選抜じゃんけん大会). - Team A: Moeno Nitō (2.), Mariko Shinoda (5.) - Team K: Mayumi Uchida (4.), Maria Abe (6.), Tomomi Itano (13.), Ami Maeda (10.), Natsumi Matsubara (14.), Chisato Nakata (16.) - Team B: Haruka Shimazaki (środek, 1.), Miyu Takeuchi (7.), Mariko Nakamura (8.), Yuki Kashiwagi (11.), Ayaka Umeda (15.) - AKB48 Team A / NMB48: Yui Yokoyama (3.) - SKE48 Team E: Kasumi Ueno (9.), Kanon Kimoto (12.) |

| „Totteoki Christmas” |
| --- |
| - Team A： Mayu Watanabe (środek), Rina Kawaei, Minami Takahashi, Yui Yokoyama (NMB48) - Team K： Yūko Ōshima (środek), Tomomi Itano, Rie Kitahara (SKE48) - Team B： Yuki Kashiwagi, Haruna Kojima, Haruka Shimazaki, Minami Minegishi - JKT48: Aki Takajō |

| „Tsuyogari tokei” |
| --- |
| - SKE48 Team S / AKB48 Team K： Jurina Matsui (środek) - SKE48 Team S： Rena Matsui (środek), Masana Ōya, Yuria Kizaki, Akari Suda, Yūka Nakanishi, Kumi Yagami - SKE48 Team KII / AKB48 Team B： Anna Ishida - SKE48 Team KII： Shiori Ogiso, Akane Takayanagi, Sawako Hata, Airi Furukawa, Manatsu Mukaida, Miki Yakata - SKE48 Team E： Kanon Kimoto - AKB48 Team K / SKE48： Rie Kitahara |

| „HA!” |
| --- |
| - NMB48 Team N： Sayaka Yamamoto (środek), Miyuki Watanabe (środek, AKB48 Team B), Yui Yokoyama (AKB48 Team A), Riho Kotani (AKB48 Team A), Mayu Ogasawara, Rina Kondō, Megumi Uenishi, Miru Shiroma, Aina Fukumoto, Nana Yamada, Akari Yoshida - NMB48 Team M： Rena Shimada, Airi Tanigawa, Fūko Yagura - NMB48 Team BII： Yūka Katō, Shū Yabushita |

| „Hatsukoi Butterfly” |
| --- |
| - HKT48 Team H： Chihiro Anai, Nao Ueki, Aika Ōta, Haruka Kodama, Rino Sashihara、Yuki Shimono, Chiyori Nakanishi, Natsumi Matsuoka, Sakura Miyawaki, Anna Murashige, Aoi Motomura, Madoka Moriyasu, Haruka Wakatabe - HKT48 Kenkyūsei： Meru Tashima (środek), Mio Tomonaga, Mai Fuchigami |

| „Eien yori tsuzuku yō ni” |
| --- |
| Piosenka wykonana przez członkinie, które przegrały w turnieju. - Team A: Anna Iriyama (środek), Rina Kawaei, Rie Kitahara (SKE48), Tomomi Kasai, Mayu Watanabe - Team K: Yūko Ōshima, Asuka Kuramochi, Mariya Nagao - Team B: Miori Ichikawa, Shizuka Ōya, Rena Katō, Haruna Kojima, Mika Komori, Reina Fujie, Minami Minegishi - Ninety-nine: Takashi Okamura (środek) |

| „Watashitachi no Reason” |
| --- |
| - Team A: Rina Izuta, Anna Iriyama, Karen Iwata, Ryōko Ōshima, Tomomi Kasai, Ayaka Kikuchi, Marina Kobayashi, Sumire Satō, Natsuki Satō, Juri Takahashi, Yūka Tano, Tomomi Nakatsuka, Shiori Nakamata, Sakiko Matsui, Ayaka Morikawa - Team K: Sayaka Akimoto, Asuka Kuramochi, Kana Kobayashi, Amina Satō, Haruka Shimada, Shihori Suzuki, Rina Chikano, Sayaka Nakaya, Mariya Nagao, Nana Fujita, Yuka Masuda, Miho Miyazaki, Tomu Mutō, Jurina Matsui (SKE48 Team S) - Team B: Haruka Ishida, Miori Ichikawa, Misaki Iwasa, Mina Ōba, Shizuka Ōya, Haruka Katayama, Rena Katō, Natsuki Kojima, Mika Komori, Miku Tanabe, Wakana Natori, Misato Nonaka, Reina Fujie, Suzuran Yamauchi, Miyuki Watanabe (NMB48 Team N) - Team Kenkyūsei: Moe Aigasa, Saho Iwatate, Natsuki Uchiyama, Ayano Umeta, Miyū Ōmori, Ayaka Okada, Nana Okada, Saki Kitazawa, Mako Kojima, Yukari Sasaki, Ayana Shinozaki, Yurina Takashima, Miki Nishino, Hikari Hashimoto, Rina Hirata, Mitsuki Maeda, Yuiri Murayama, Shinobu Mogi - HKT48 Team H: Aika Ōta - JKT48: Haruka Nakagawa - SNH48: Mariya Suzuki, Sae Miyazawa |

## Notowania
| Lista                                      | Pozycja |
| ------------------------------------------ | ------- |
| Oricon Weekly Singles Chart                | 1       |
| Oricon Yearly Singles Chart                | 5       |
| Billboard Japan Hot 100                    | 1       |
| Billboard Japan Hot Singles Sales          | 1       |
| Billboard Japan Adult Contemporary Airplay | 6       |

## Inne wersje
- Indonezyjska grupa JKT48, wydała własną wersję tytułowej piosenki na ósmym singlu Kaze wa Fuiteiru w 2014 roku.